# Domingo Peña
Pour les articles homonymes, voir Domingo et Peña (homonymie).
Domingo Peña est l'une des quinze paroisses civiles de la municipalité de Libertador dans l'État de Mérida au Venezuela. Sa capitale est Mérida, chef-lieu de la municipalité et capitale de l'État.